# Enciclopedia Soviética Azerbaiyana
La Enciclopedia Soviética Azerbayana (en azerí: Азәрбајҹан Совет Енсиклопедијасы, АСЕ, transliterado: Azərbaycan Sovet Ensiklopediyası, ASE; en ruso: Азербайджанская советская энциклопедия, АСЭ) fue la primera enciclopedia universal en idioma azerí, impresa en Bakú, en lo que entonces era la República Socialista Soviética de Azerbaiyán, desde 1976, con ediciones hasta 1987. Fue preparado por la Academia Nacional de Ciencias de Azerbaiyán. Sus editores en jefe fueron Rasul Rza y Jemil Kuliyev. Es la primera enciclopedia de conocimientos generales publicada en azerí.
La enciclopedia fue impresa en alfabeto cirílico. Pese a contener varios artículos traducidos de la Gran Enciclopedia Soviética rusa, su cobertura de los diferentes temas mostraba su acercamiento a los intereses azerbayanos. La enciclopedia consta de 10 tomos alfabéticos. Estaba previsto publicar un tomo especial sobre Azerbaiyán después de los diez tomos, pero los problemas políticos y la crisis económica impidieron su publicación.

## Lista de tomos con la fecha de publicación
| Tomo | Año  | Palabras         |
| ---- | ---- | ---------------- |
| 1    | 1976 | А-БАЛЗАК         |
| 2    | 1978 | БАЛЗАМ-ГАЈДАР    |
| 3    | 1979 | ГАЈБІБОВ-ЕЛДАРОВ |
| 4    | 1980 | ЕЛДЭКЭЗ-ИТАВИРА  |
| 5    | 1981 | ИТАЛИЈА-КУБА     |
| 6    | 1982 | КУБА-МИСИР       |
| 7    | 1983 | МИСИЛ-ПРАДО      |
| 8    | 1984 | ПРАДО-СПРИНТ     |
| 9    | 1986 | СПУТНИК-ФРОНТОН  |
| 10   | 1987 | ФРОСТ-ШҮШТЭР     |